# ISO 3166-2:JM
ISO 3166-2:JM is een ISO-standaard met betrekking tot de zogenaamde geocodes. Het is een subset van de ISO 3166-2 tabel, die specifiek betrekking heeft op Jamaica.
De gegevens werden tot op 27 november 2015 geüpdatet op het ISO Online Browsing Platform (OBP). Hier worden 14 parochies - parish (en) / paroisse (fr) - gedefinieerd.
Volgens de eerste set, ISO 3166-1, staat JM voor Jamaica, het tweede gedeelte is een tweecijferig nummer (met voorloopnullen).

## Codes
| Code  | Naam            |
| ----- | --------------- |
| JM-13 | Clarendon       |
| JM-09 | Hanover         |
| JM-01 | Kingston        |
| JM-12 | Manchester      |
| JM-04 | Portland        |
| JM-02 | Saint Andrew    |
| JM-06 | Saint Ann       |
| JM-14 | Saint Catherine |
| JM-11 | Saint Elizabeth |
| JM-08 | Saint James     |
| JM-05 | Saint Mary      |
| JM-03 | Saint Thomas    |
| JM-07 | Trelawny        |
| JM-10 | Westmoreland    |